# 欧州中央銀行
欧州中央銀行（おうしゅうちゅうおうぎんこう、英：European Central Bank、略称：ECB）は、ユーロ圏20か国の金融政策を担う中央銀行。欧州中央銀行の組織はドイツ連邦銀行およびドイツの州立銀行をモデルにしている。世界金融危機以降はドイツ連銀の牽引力が低下している。

## 概要

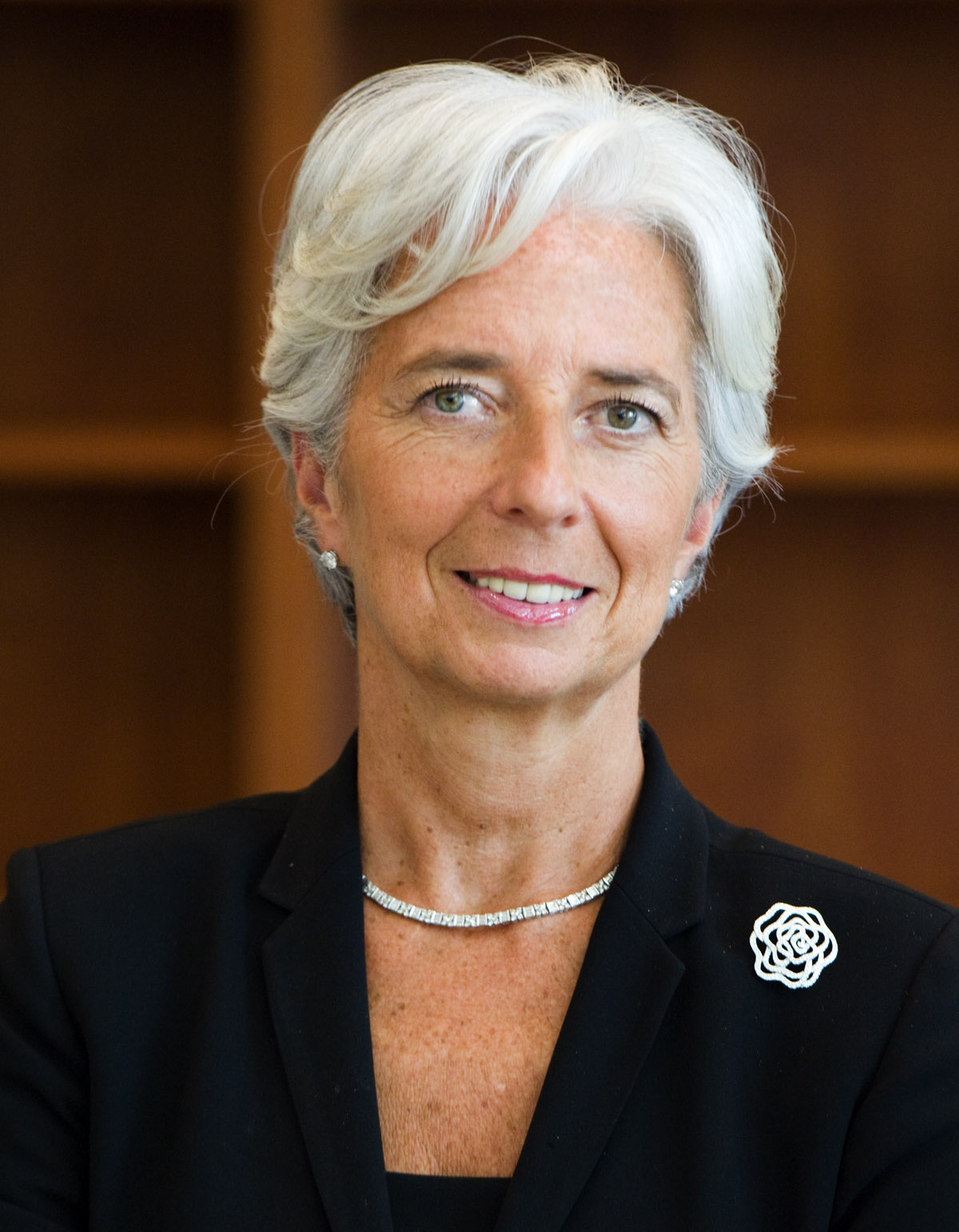
欧州中央銀行総裁
クリスティーヌ・ラガルド

欧州中央銀行は総裁を長とする役員会（英:Executive Board、仏:Directoire、独:Direktorium）と、役員会の構成員および欧州中央銀行制度のもとにおかれる各国の中央銀行総裁からなる政策理事会（英:Governing Council、仏:Conseil des Gouverneurs、独:EZB-Rat）によって運営されている。1999年、オランダ銀行総裁、オランダ大蔵大臣を歴任したウィム・ドイセンベルクが初代総裁に就任。2003年11月には元フランス銀行総裁のジャン＝クロード・トリシェが第2代総裁就任。2011年11月には、前イタリア銀行総裁のマリオ・ドラギが第3代総裁就任。2019年11月1日に、前国際通貨基金専務理事のクリスティーヌ・ラガルドが第4代総裁就任。役員会は中央銀行としての方針を策定する6人で構成される。役員はユーロ圏各国の全会一致での決定を受けて指名される。
2005年には暗黙のうちに合意された結果として、役員6名のうち4名はユーロ圏でも大国とされるフランス、ドイツ、イタリア、スペインの中央銀行出身者で占めることとなった。
ユーロシステム（Eurosystem）と呼ばれるユーロ圏の金融政策を目的としては、欧州中央銀行制度が欧州中央銀行および欧州連合加盟27か国の中央銀行で構成される。
欧州中央銀行制度がユーロ圏内の民間銀行に対して行う買いオペは、世界金融危機から担い手を交代した。従来ドイツ連銀がオペ総額でほぼ半分の資金を供給してきた。2008年以降その割合は急降下、2011年にスペイン銀行とイタリア銀行の2行がほぼ半分を供給した。
ギリシャ財政危機をめぐり、ドイツのメルケル首相はギリシャ債務のヘアカット（リスケジュール）は違法との考えを示している。これはリスボン条約に盛り込まれているノーベイルアウト（非救済）条項で、「EUは加盟国の中央政府の責任を引き受けない」と規定されているためである。ただし、欧州安定メカニズム（ESM）というシャドー・バンキング・システムにはノーベイルアウト条項の適用がない。この条項は2010年末のEU首脳会議でESM設立のために改正されたからである。
このような経緯を経て、欧州のロビー活動監視団体（Corporate Europe Observatory）は、欧州中央銀行が重要な議題をメガバンクの代表団へ諮問しているため利益相反の危険があるとの見解を示した。欧州中央銀行が擁する22の諮問組織は合計517人で構成され、そのうち508人は金融業界の代表である。欧州中央銀行の監督対象となっている銀行はその過半数を占める。諮問組織メンバーの出身で最も多くを占めるのはユーロクリアである。ドイツ銀行、BNPパリバとソシエテ・ジェネラルがそれに続く。

## 業務

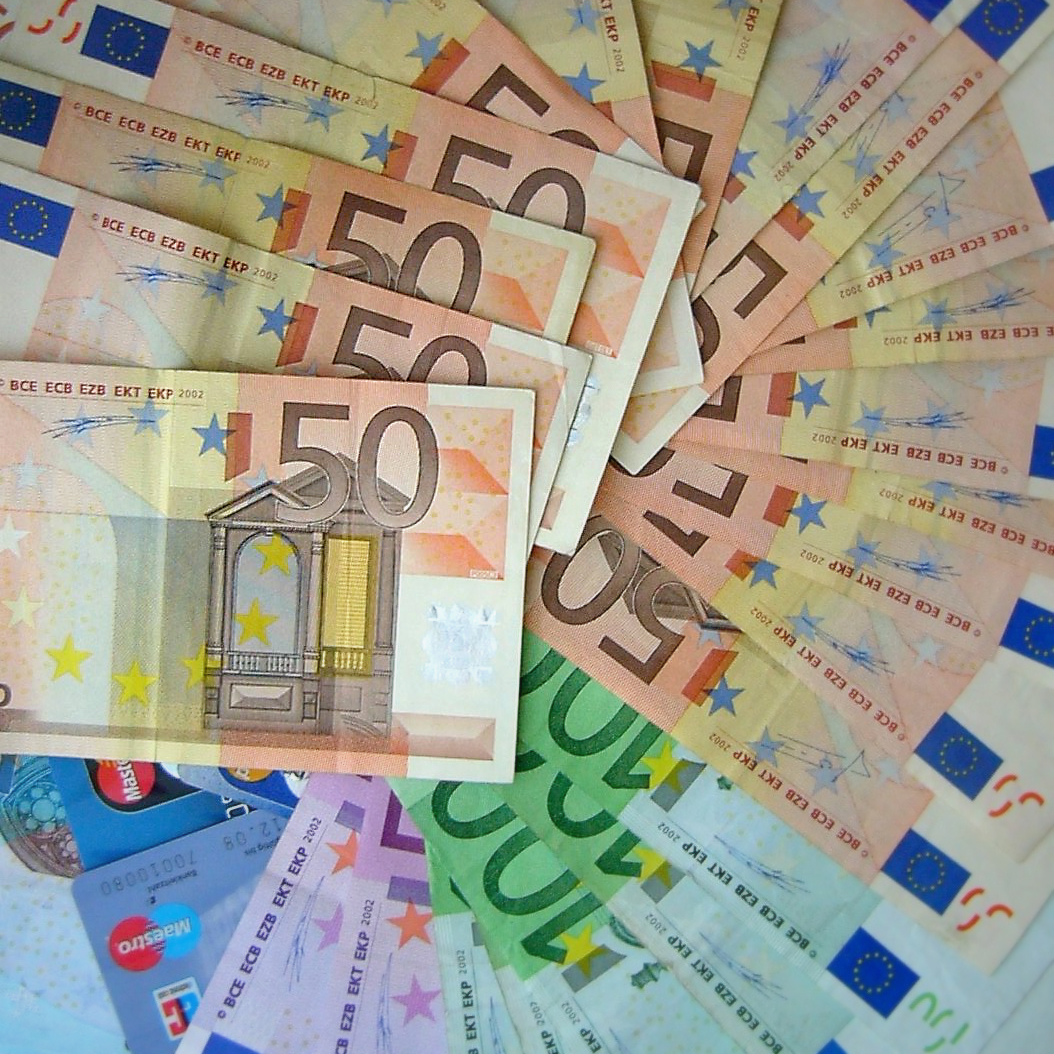
欧州中央銀行は各国のユーロ紙幣を発行している

欧州中央銀行の主たる業務は、上記の目的を追求するためのユーロ圏における金融政策の実施である。
これらの目的を実施するために、以下の手段が挙げられる。
- 公開市場操作
- 預託機関 - 民間銀行の資金預託
- 資金貸付機関 - 民間企業に対する資金貸付

このほかに以下の業務が挙げられる。
- 外国為替市場への介入およびユーロ圏諸国の準備通貨の保有と運用。外貨準備高の合計は400億ユーロにのぼり、その30%以上はドイツ連邦銀行の、およそ20%はフランス銀行のそれぞれ金準備である。各国の中央銀行は準備金および準備外貨を保有しているが、マーストリヒト条約のもとでこれらは欧州中央銀行に預託されている。
- 決済システムの円滑な運営の促進

次に上げる業務は欧州中央銀行の付帯的業務とされている。
- 紙幣 - 欧州中央銀行はユーロ圏の紙幣発行について排他的権限を有する。
- 統計 - 欧州中央銀行は各国の中央銀行と協力して自らの業務の実行のために、各国の当局や、あるいは直接的に経済主体から統計情報を収集する。
- 金融安定・監督 - ユーロシステムは金融機関に対する慎重な監督や金融システムの安定に携わる当局による円滑な政策実行に寄与する。
- 国際・欧州内協力 - 欧州中央銀行はユーロシステムに委託された業務について、欧州連合域内においても、また国際的にも関連機関との協力関係の維持に当たる。

2013年7月10日、欧州委員会は銀行同盟に向けた単一破綻処理制度（SRM）を提案した。この提案は、EU加盟国の銀行を欧州中央銀行が直接監督するという単一監督制度（SSM）を補完する。
預金ファシリティ金利を-0.4%としている。

## 通貨価値の漸減をめぐる議論
欧州中央銀行はイングランド銀行のように対称性をもつインフレターゲットを採用するべきだとする経済学者が多くいる。イングランド銀行はインフレターゲットを2%±1%としているのに対して、欧州中央銀行は「2%以下であり2%近くにする」と、曖昧なものとしている。欧州中央銀行に課せられた目標が低いという批判は存在する。しかし欧州中央銀行はインフレ率を抑制する立場にある。そういうこだわりが、欧州経済情勢のより広いニーズに応えない金利決定がなされていると考える者もいる。
このようなインフレターゲットに関する批判は欧州中央銀行に限らず、多くの中央銀行でも言われるものである。イングランド銀行が採用していることも考えると、この論点が連合軍軍政期に英米が対立した延長にあると評価できる。
欧州中央銀行による低金利設定は地価バブルが起っているヨーロッパの地域では適当なものではないという批判があり、この低金利はアイルランドの地価バブルの要因となった。低金利はユーロ圏全体としてデフレーション回避のために設定されている。
欧州中央銀行の低金利政策（実際マイナス金利が主流）にせよ、インフレターゲットにせよ、通貨の実質的価値を漸減させて交換手段としての活用を促し投資・消費へ使わせようとする目的で共通している。
インフレしない経済成長に直接効果のある自由通貨は学界で議論されるにとどまっている。

## 独立性をめぐる議論
欧州中央銀行は政治的介入を受けずに、独自に業務を行う中央銀行と規定されている。その目的と権限は英米の確執で政治的に妥協して定められたものである。ともかく目標達成のために権限をどのように行使するかについての意思決定は欧州中央銀行自体で行われ、業務上の独立性が保障されている。欧州連合域内の各国の中央銀行の多くはユーロ圏外にあり独立性を有している。デンマーク国立銀行、イングランド銀行にも類似規定が存在する。
経済学者には一致した見解として、独立した地位を持つ中央銀行の存在は政治的目的でマクロ経済の操作を回避するためには最良の手段であるというものがある。他方で、一部の国において中央銀行が独立性も非独立性も有していないことがある。この背景には経済運営上の都合やインフレ阻止のための信頼性確保などがあるが、このような状況でも民主主義の観点から説明責任は存在する（例示すると、カナダ銀行やニュージーランド準備銀行などがある）。
一部では欧州中央銀行の独立性は非民主的なものであるという見方があり、また意思決定の過程や目標に対する批判の声もある。その内容は、欧州中央銀行は連合域内の市民の大多数に対して情報を提供することが少なく、独立した地位を有していることから融通性がなく、また人権侵害や自然環境といった点から貨幣経済をとらえたときのその影響力に関してフィードバックのメカニズムから分断されているというものである。実際、諮問組織からのフィードバックが優先されている。
欧州中央銀行は自身の提唱する案件に関してコメントを発表したり求めるといったことをしていない。自身の行為や決定の発表後でも市民に対して直接意見を求めるといったことをウェブページ上で行っていないのである。内部における会議の詳細も、役員会の内部分裂を隠すために明らかにしないのだと言われている。
欧州中央銀行は欧州議会と欧州連合理事会に対して説明責任を負っている。欧州連合理事会は欧州中央銀行総裁、副総裁およびほかの役員会の役員を指名する権限を持っている。指名された候補者はまず欧州議会の承認を受けなければならず、続いて欧州連合理事会の承認を経て、各役員の担当分野を決定する。欧州中央銀行総裁は法の定めにより、欧州議会総会において年間報告書を提出することとされている。さらに総裁および役員会の代表は年4回、欧州議会経済通貨委員会において報告することとされている。このような報告は欧州議会または欧州中央銀行の求めに応じ定例外に行うことができる。
欧州連合の市民は国政選挙を通じて欧州中央銀行の政策決定に影響力を持つ。だが経済の見通しの変動が民主的な手段によって示された場合、選ばれた政治家は直接その変動を欧州中央銀行に伝えられないという限界がある。

## 州立銀行の過去
連合軍軍政期のドイツにおいて、フランスとソ連が四区にまたがる中央銀行の設立に反対した。そこでアメリカが第三次ドッジプランにおいて州中央銀行委員会（Länder Central Bank Commission）の設置を提案したが、それさえ決裂したのでイギリスと協議した。しかし、ドイツの金融制度をライヒスバンクと切り離そうとするアメリカと、接続させようとするイギリスは鋭く対立することになった。一応イギリスは譲歩の姿勢を示したが、相応の条件をつけた。イギリスの占領地域ではルール地方の石炭・鉄鋼業を再建する目的で補助金を支出しており、これが大きな財政負担となっていた。地方財政から補助金を交付するとき、ハンブルク営業本部は決定的なリファイナンス機関となった。それで要するに、英米地区全体を管轄する中央銀行の設立を認めてやるから財政負担をアメリカでも融通してくれというのであった。
分権的制度を志向していたクレイ将軍（Lucius D. Clay）であったが、1948年1月に全ての州中央銀行が出資してフランクフルトの「州連合銀行」を創設することに合意した。イギリスは同年2月にハンブルク営業本部の廃止と銀行分権化を決め、管轄区の各州に州中央銀行を設立した。3月に「州連合銀行」はドイチェ・レンダー銀行と命名された。やがてフランス地区の三州各中央銀行も3月25日に遡及しドイチェ・レンダー銀行の傘下となった。
ドイチェ・レンダー銀行は多忙であった。唯一の発券銀行であり、州中央銀行の決済・再割引、裁定準備金の預託を行う清算機関であった。ドイチェ・レンダー銀行は連邦準備制度と異なる仕組みであった。イギリスの要望で日常運営にあたる役員会（Direktorium）がおかれ、アメリカの要望では独立性を担保する機関（Zentralbankrat）がおかれた。この理事会は、役員会総裁と理事会議長と11州の州中央銀行総裁から構成された。役員会とイギリス地区州中央銀行総裁はライヒスバンク出身者から選ばれた。逆にアメリカ地区では忌避された。西ドイツのドイチェ・レンダー銀行は、6月の通貨改革に先立ち公定歩合を5%に設定したときの運営ぶりで、完全な集権体制の確立を示した。
1957年、イングランド銀行がポンド危機や交換性喪失にあえぐ中、ドイツ連邦銀行に権限が委譲された。マルクの通貨価値を安定させる目的であった。こうしなければ、各州の財政に振り回された運営が行われてインフレを招くだろうとみられていたのである。
欧州中央銀行および欧州中央銀行制度の主たる目的も、ユーロ圏における物価の安定であり、たとえばインフレーション率を低く抑えるというものが挙げられ、現在の目標水準は2%程度としている。
物価安定の目的を妨げない限りにおいては欧州連合の経済政策を支援するという目的もある。欧州連合条約第3条以下には欧州連合の政策について、高い水準での雇用の創出とインフレーションによらない経済成長の維持がうたわれている。

## 本店

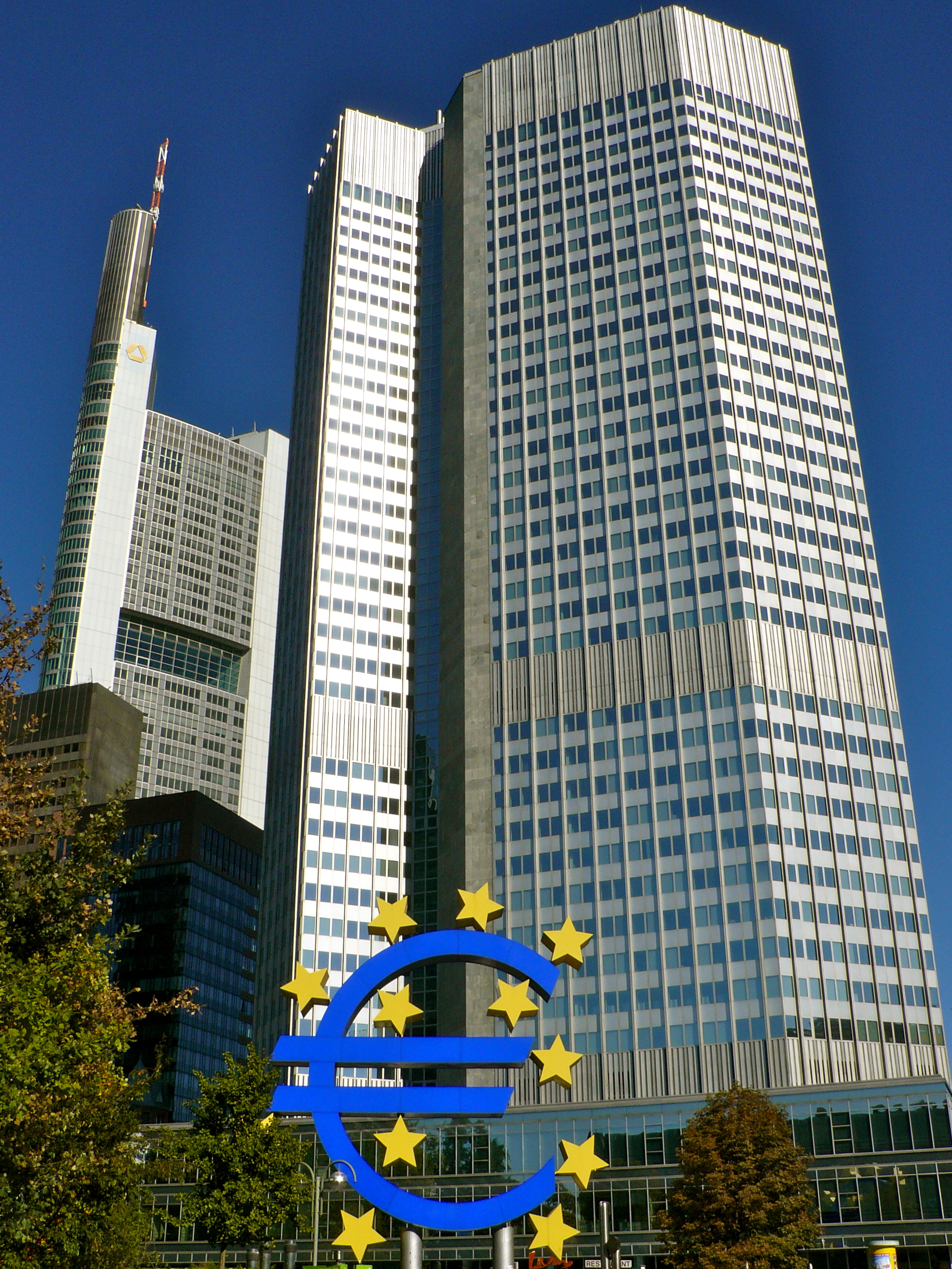
旧本店所在地のユーロタワー

欧州中央銀行はユーロ圏最大の金融センターであるフランクフルトに本店を構えており、その所在地は他の欧州連合の諸機関とともにアムステルダム条約で定められている。
2003年1月5日、一人の男性がモーターグライダーを盗み、そのグライダーでフランクフルト中心街の高層ビル群を旋回し、欧州中央銀行に突っ込みそうになるという事件が発生した。その男性は2時間後に無事着陸し、その後逮捕された。男性は31歳の精神障害者で、テレビ報道に対してチャレンジャー号爆発事故で死亡したアメリカ人宇宙飛行士ジュディス・レズニックの気をひきたかったと話している。
欧州中央銀行はフランクフルトの新本店ビルが建設されるまで、同じくフランクフルトにあるユーロタワーに本店を置くことになっていた。1999年、欧州中央銀行は国際建築コンペティションを開いて新本店ビルのデザインを募集した。結果、ウィーンを拠点に活動する設計事務所コープ・ヒンメルブラウが優勝した。新本店の本館ビルおよび周辺に建てられる関連ビルは約180メートルの高さを持ち、フランクフルト東部の卸売市場跡を臨む眺望を持つ計画となった。建設は2008年10月から始まり、2014年に完成、同年に新本店での業務を開始した。